# Herthasee (Rügen)
Der fast kreisförmige Herthasee auf der Insel Rügen ist ein ungefähr 170 Meter langer, 140 Meter breiter und bis zu 11 Meter tiefer See, der im Wald des Nationalparkes Jasmund direkt am Wanderweg zwischen dem Besucherparkplatz in Hagen (einem Ortsteil der Gemeinde Lohme) und dem Nationalpark-Zentrum Königsstuhl liegt. An seinem nordöstlichen Ufer befindet sich die Herthaburg, eine bis zu 17 Meter hohe Wallanlage aus der Zeit der slawischen Besiedlung vom 8. bis 12. Jahrhundert.

## Herthasage

Herthasee in der Stubnitz – Plan von 1872

Der römische Historiker und Politiker Tacitus hatte in seiner Schrift Germania, die um das Jahr 98 n. Chr. entstanden ist, kurz die Verehrung der Gottheit Nerthus (Hertha), der Mutter Erde, erwähnt. Diese soll auf einer Insel im Weltmeer (aus dem Zusammenhang heraus wohl in der Ostsee) gelegentlich in einem heiligen Hain einen von Kühen gezogenen Wagen bestiegen haben und hierin über das Land gefahren sein. Nach dieser Fahrt, die eine festliche und friedliche Zeit mit sich brachte, wurden der Wagen und die Göttin selbst in einem entlegenen See gebadet, wobei diejenigen, die ihr dabei halfen, anschließend von dem See verschlungen wurden.
Bereits im 17. Jahrhundert hatte der Chronist Philipp Clüver in seiner Schrift Germania antiqua (Leyden 1616, Band III, S. 107) diese Sage erstmals mit dem See in der Stubnitz in Zusammenhang gebracht. Er glaubte, mit dem Borgsee und dem Borgwall auf Rügens Halbinsel Jasmund den Ort des von Tacitus geschilderten Geschehens entdeckt zu haben. Einer der bedeutendsten Anhänger dieser aus heutiger Sicht unhaltbaren Theorie war der Historiker und Philosoph Johannes Micraelius, der in der Mitte des 17. Jahrhunderts auch Rektor des 1543 gegründeten Pädagogiums in Stettin war. In der Zeit der Romantik griffen einige Autoren der ersten Reisebeschreibungen über die Insel Rügen um das Jahr 1800 herum diese Sage erneut auf. Hierbei wurde der Stoff zum Teil dichterisch erheblich überhöht. Bei Karl Nernst (* 1775; † 1815), einem Schüler von Ludwig Gotthard Kosegarten, liest man in seinen „Wanderungen durch Rügen“ zum Beispiel:
„Die Altäre dufteten von Brandopfern. Von Gesängen ertönten Gefilde und Haine. Erhabene Hymnen erweckten den schlummernden Widerhall. Die Wege waren mit Blumen bedeckt. Im ödesten Winken rosteten die Waffen.“
Allerdings beanspruchen auch andere Orte, Schauplatz der Herthasage zu sein.
Vor der bis heute erfolgreichen kommerziellen Ansiedlung der Sage an diesen Platz um das Jahr 1893 durch den geschäftstüchtigen Gastwirt des Gasthofes am Königsstuhl, der zu Werbezwecken auch den in der Nähe befindlichen sogenannten Opferstein und sein Umfeld arrangierte, hieß der See, trotz des bis dahin bereits mehrfach veröffentlichten mystischen Hertha-Spektakels, meist nur Borgsee oder Schwarzer See und die angrenzende Herthaburg nur Borgwall. Sassnitzer Kinder verdienten sich zu jener Zeit in ihren Schulferien ein Taschengeld damit, Touristen mit entsprechenden Schauergeschichten zu unterhalten. In Theodor Fontanes Roman Effi Briest wird dem Ehepaar der See gezeigt, nebst „Opfersteinen“ mit Rinnen, „damit es besser abfließt“ – eine Vorstellung, die Effi so deprimiert, dass das Ehepaar Rügen fluchtartig verlässt.
Nach wie vor ist die Hertha-Sage aktuell für den Tourismus. Herta-See, Herthaburg und Hertha-Buche sind die verwendeten Begriffe im Stubnitzbereich. Der Begriff bzw. die Sage von der Hertha-Buche bezieht sich auf eine bis vor wenigen Jahren vorhandene weit ausladende Buche, die aber umgebrochen ist. Ihre Blättergeräusche im Wind sollen eine Rolle bei der Weissagung der Priester gespielt haben.

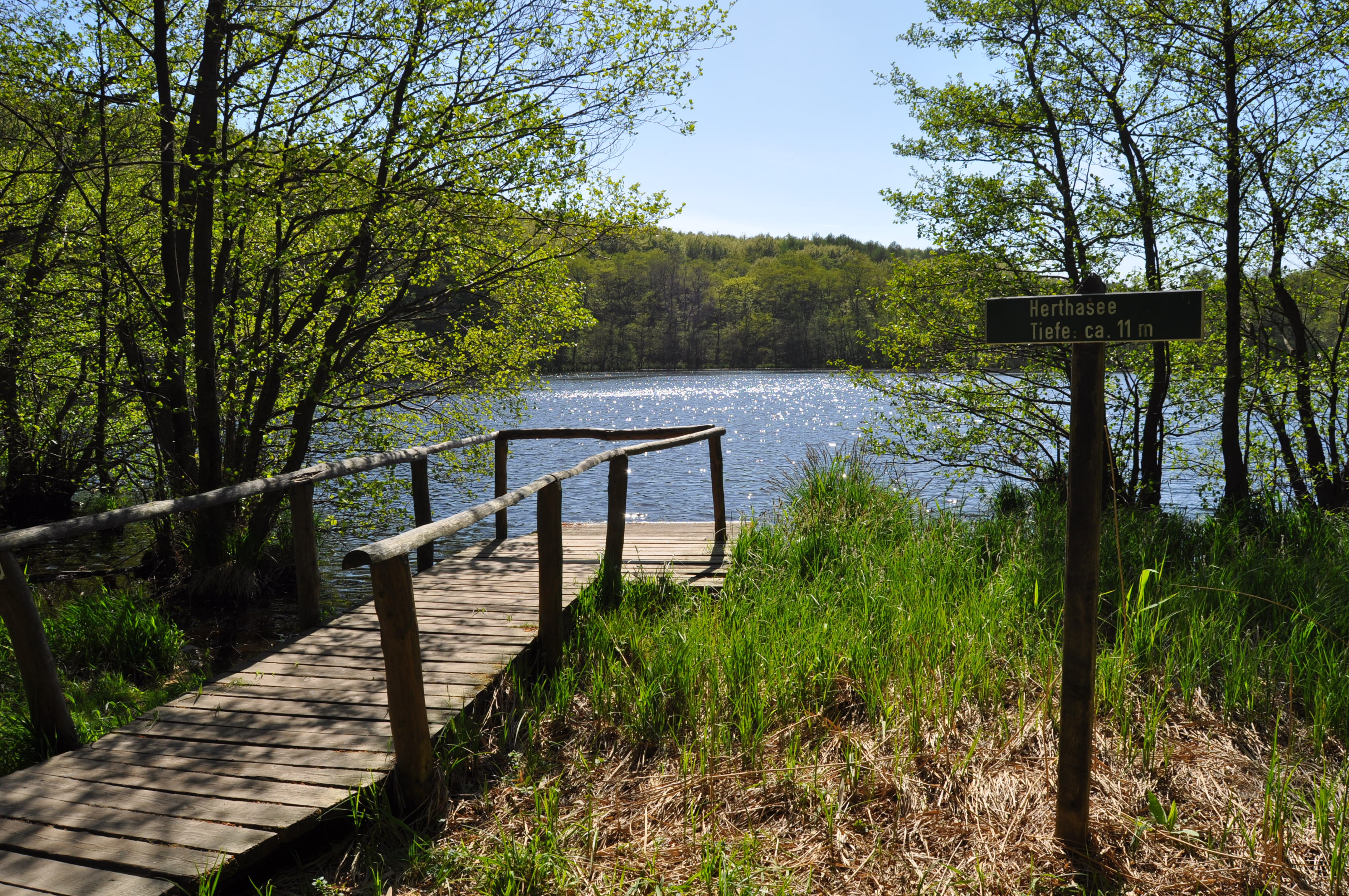
Herthasee in der Stubnitz
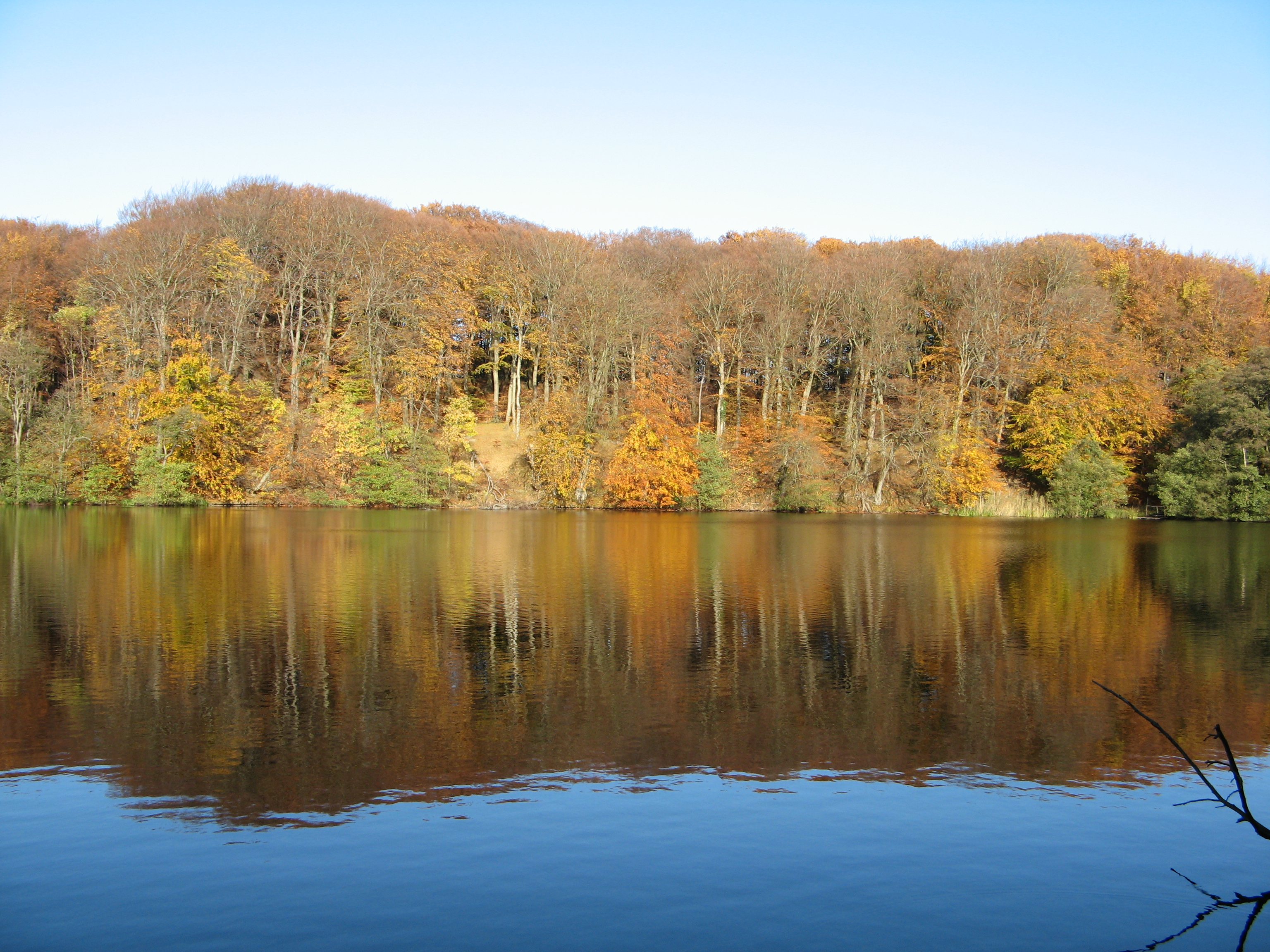
Herthasee mit der Herthaburg (im Wald), von Süden aus gesehen
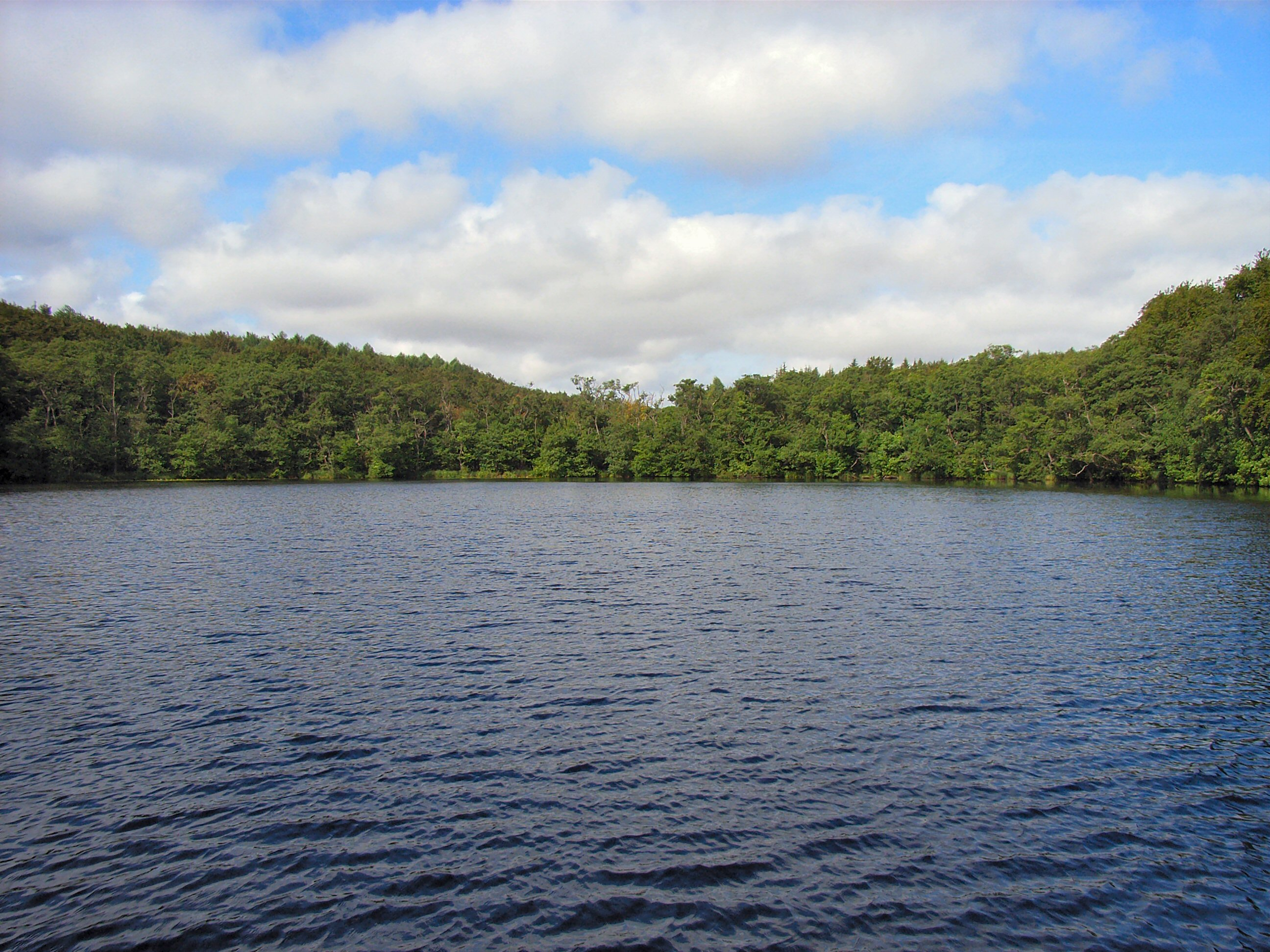
Er hieß früher auch Schwarzer See – wohl wegen der düsteren Umgebung und des moorigen Untergrundes